# Ronde van Lombardije 1937
De Ronde van Lombardije 1937 was de 33e editie van deze eendaagse Italiaanse wielerwedstrijd, en werd verreden op zaterdag 23 oktober 1937. Het parcours leidde van Milaan naar Milaan en ging over een afstand van 252 kilometer. De Italiaan Aldo Bini won door middel van een solo ontsnapping van 60 kilometer.

## Uitslag
| Ronde van Lombardije 1937 |                   |              |          |
| Plaats                    | Naam              | Ploeg        | Tijd     |
| Winnaar                   | Aldo Bini         | Bianchi      | 7u34'05" |
| 2                         | Gino Bartali      | Legnano      | +3'55"   |
| 3                         | Aimone Landi      |              | z.t.     |
| 4                         | Severino Canavesi | Ganna        | z.t.     |
| 5                         | Pietro Rimoldi    | Ganna        | z.t.     |
| 6                         | Carlo Romanatti   | Bianchi      | z.t.     |
| 7                         | Settimo Simonini  | Legnano      | +8'00"   |
| 8                         | Adriano Vignoli   | Maino        | z.t.     |
| 9                         | Cesare Del Cancia | Ganna        | z.t.     |
| 10                        | Luigi Macchi      | Il Littorale | z.t.     |

1905 · 1906 · 1907 · 1908 · 1909 · 1910 · 1911 · 1912 · 1913 · 1914 · 1915 · 1916 · 1917 · 1918 · 1919 · 1920 · 1921 · 1922 · 1923 · 1924 · 1925 · 1926 · 1927 · 1928 · 1929 · 1930 · 1931 · 1932 · 1933 · 1934 · 1935 · 1936 · 1937 · 1938 · 1939 · 1940 · 1941 · 1942 · 1943 · 1944 · 1945 · 1946 · 1947 · 1948 · 1949 · 1950 · 1951 · 1952 · 1953 · 1954 · 1955 · 1956 · 1957 · 1958 · 1959 · 1960 · 1961 · 1962 · 1963 · 1964 · 1965 · 1966 · 1967 · 1968 · 1969 · 1970 · 1971 · 1972 · 1973 · 1974 · 1975 · 1976 · 1977 · 1978 · 1979 · 1980 · 1981 · 1982 · 1983 · 1984 · 1985 · 1986 · 1987 · 1988 · 1989 · 1990 · 1991 · 1992 · 1993 · 1994 · 1995 · 1996 · 1997 · 1998 · 1999 · 2000 · 2001 · 2002 · 2003 · 2004 · 2005 · 2006 · 2007 · 2008 · 2009 · 2010 · 2011 · 2012 · 2013 · 2014 · 2015 · 2016 · 2017 · 2018 · 2019 · 2020 · 2021 · 2022 · 2023 · 2024 · 2025